# Мордаунт, Джон, 1-й граф Петерборо
Джон Мордаунт (англ. John Mordaunt; до 18 января 1599 — 19 июня 1644) — английский аристократ, 5-й барон Мордаунт с 1608 года, 1-й граф Петерборо с 1628 года, рыцарь Бани. Участвовал в гражданской войне на стороне парламента.

## Биография
Дата рождения Джона Мордаунта неизвестна, но в источниках есть дата крещения — 18 января 1599 года. Джон был старшим сыном Генри Мордаунта, 4-го барона Мордаунта, католика, содержавшегося в течение года в Тауэре по подозрению в соучастии в Пороховом заговоре. 4-й барон умер в 1608 году, и его вдову леди Маргарет (дочь Генри Комптона, 1-го барона Комптона), тоже католичку, лишили права опекать сына. Последний стал подопечным архиепископа Джорджа Эббата и получил образование в Оксфорде. Достигнув совершеннолетия, Джон стал придворным и снискал милость короля Якова I своей красотой и умом. 3 ноября 1616 года он был посвящён в рыцари Бани в связи с пожалованием принцу Чарльзу титула принца Уэльского; тогда же Мордаунту простили штраф в 10 тысяч фунтов стерлингов, наложенный на его отца. Карл I 9 марта 1628 года пожаловал сэру Джону титул графа Петерборо.
С 1640 года Мордаунт занимал пост лорда-лейтенанта Нортгемптоншира. Во время гражданской войны он встал на сторону парламента и получил должность генерала артиллерии при графе Эссексе; парламент продлил его полномочия в Нортгемптоншире ещё на год (до 1643). Граф умер от чахотки 19 июня 1644 года.

## Семья
До 7 апреля 1621 года Мордаунт женился на Элизабет Говард, дочери Уильяма Говарда, 3-го барона Говарда из Эффингема, и Энн Сент-Джон. В этом браке родились:
- София, жена Джеймса Гамильтона[4][5];
- Элизабет (умерла примерно в 1716), жена Томаса Говарда[6];
- Генри Мордаунт, 2-й граф Петерборо (1623—1697)[7];
- Джон Мордаунт, барон Мордаунт из Рейгейта и виконт Мордаунт из Авалона (1626—1675), отец 3-го графа Петерборо[8][9].

Леди Петерборо была известной красавицей, но при этом славилась благочестием: она была близкой подругой Джеймса Ашшера, архиепископа Армы, который провел свои последние годы в её доме. Графиня умерла в 1671 году.